# Kistauri
Kistauri (in georgiano ქისტაური?, translitterato: Kist'auri) è un villaggio del distretto di Akhmeta, nella regione della Cachezia, in Georgia. In base all'ultimo censimento del 2014 risulta avere 1.729 abitanti. È il villaggio natale del poeta e commediografo georgiano Rapiel Eristavi.

## Galleria d'immagini

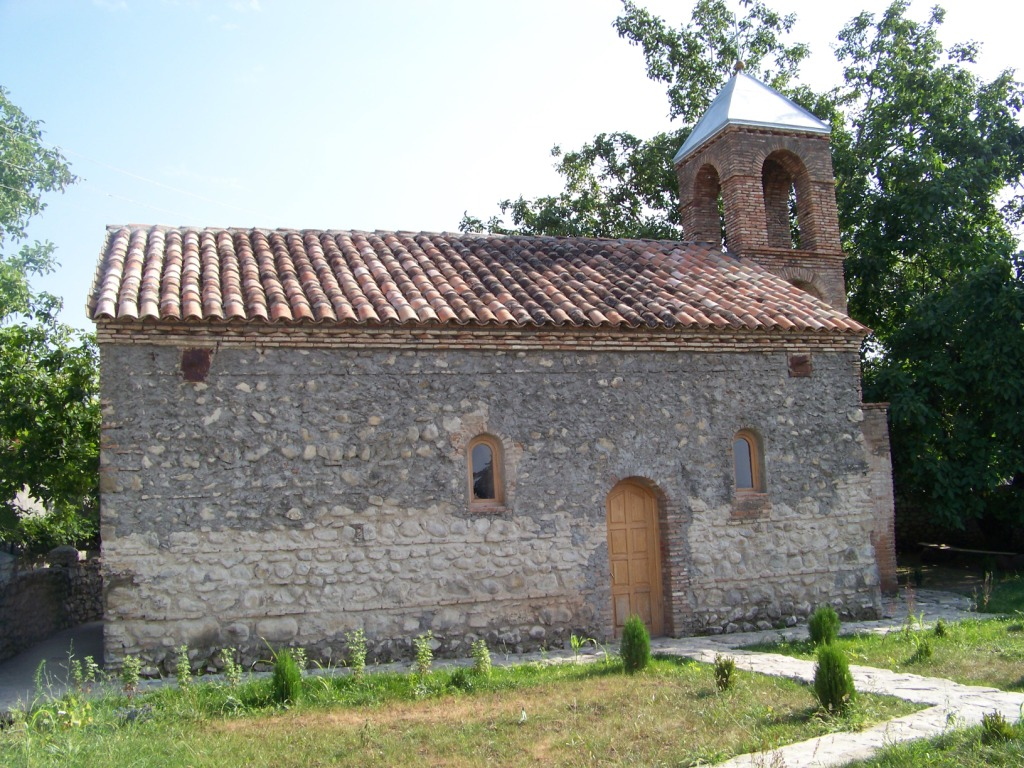
la Chiesa di Santa Nino
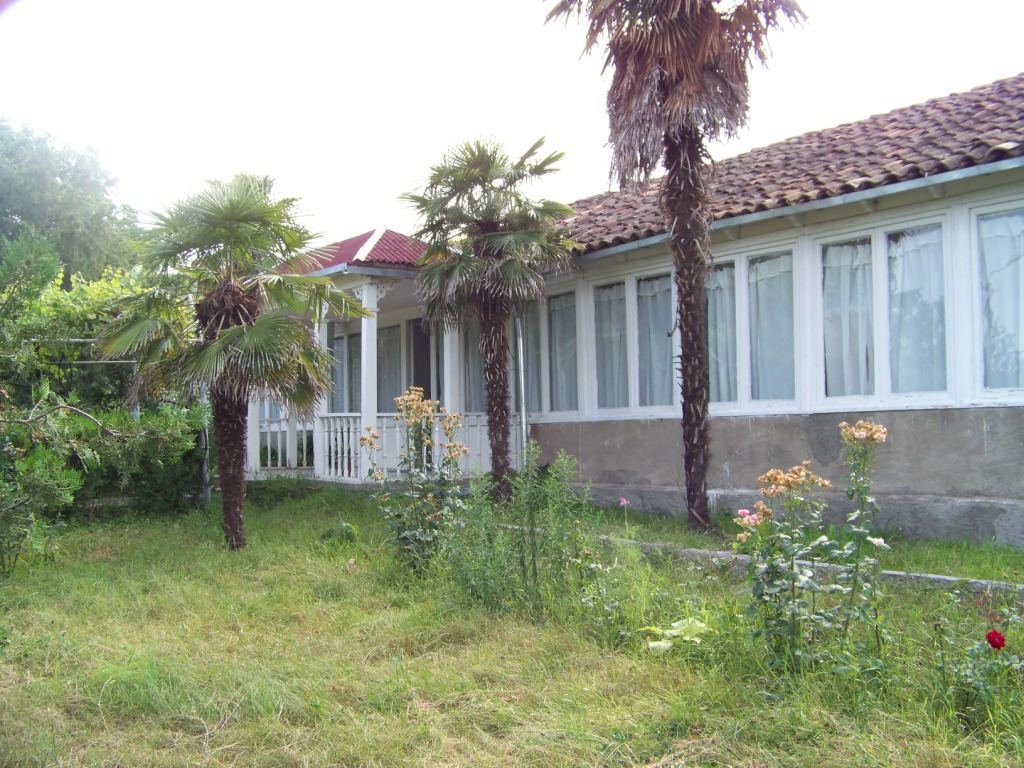
Casa-Museo di Rapiel Eristavi
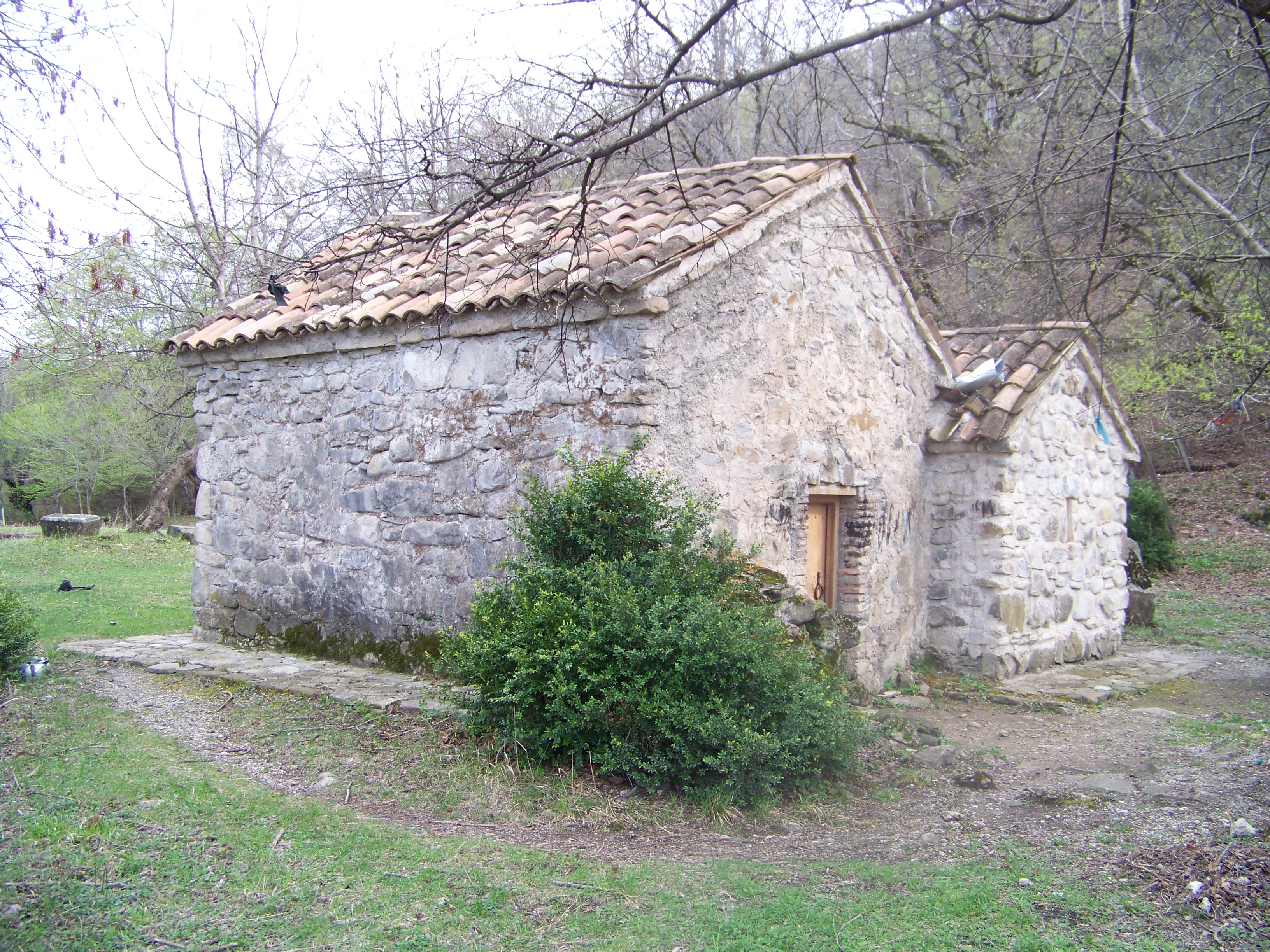
la Chiesa di Kvelatsminda vicino a Kistauri